# Theodore Ts’o
Theodore Ts’o (vyslovuje se /čo/; 23. ledna 1968 Palo Alto) je americký programátor známý zejména svou prací na jádře Linuxu, ve kterém se stará především o podporu souborových systémů. Je hlavním vývojářem a správcem nástrojů e2fsprogs pro souborové systémy ext2, ext3 a ext4 a také celkovým správcem systému ext4.
V roce 1990 dokončil studium matematické informatiky na Massachusettském technologickém institutu, kde byl pak do roku 1999 zaměstnán. Během této doby pracoval na protokolu Kerberos.
V roce 1994 vytvořil pro Linux soubor zařízení /dev/random, který dokáže poskytovat dobré výsledky i při nedostupnosti hardwarového generátoru náhodných čísel. Zařízení /dev/random jako takové poté přijaly za své i jiné UNIXu podobné systémy, například BSD a MacOS.
V letech 2000-2001 pracoval ve VA Linux Systems, pak následně od roku 2001 do roku 2007 v IBM. V letech 2007 až 2009 pracoval pro Linux Foundation a od roku 2010 pracuje pro Google.
V roce 2006 dostal od Free Software Foundation ocenění v rámci FSF Free Software Awards.